# Église Saint-Pierre d'Étinehem
Pour les articles homonymes, voir Église Saint-Pierre.
L'église Saint-Pierre d'Étinehem est située dans la commune associée d'Étinehem, sur le territoire de la commune d'Étinehem-Méricourt, dans le département de la Somme, à l'est d'Amiens.

## Historique
L'église d'Etinehem actuelle a succédé à un précédent édifice construit pour la nef en 1643, pour le chœur et les bas-côtés en 1745. En 1834, la commune décida la construction d'une église neuve, la réalisation des plans fut confiée à Louis Henry Antoine, architecte amiénois, en 1858. Le bâtiment fut achevé en 1864. 

## Caractéristiques
L'église Saint-Pierre de style néogothique, construite en brique a une superficie de 600 m2. Elle se compose d'une nef et d'un chœur avec une abside à trois pans. L'ensemble de l'édifice repose sur un lit de pierre calcaire. Les parties saillantes du bâtiment sont en pierre : encadrement des baies, couronnement du clocher etc. Le tympan du portail est orné d'un groupe sculpté, daté de 1866, représentant le Christ en majesté avec de part et d'autre les symboles des quatre Évangélistes. Le clocher-porche est surmonté d'un toit en flèche recouvert d'ardoise. Les voûtes de la nef et des bas-côtés sont en brique avec des nervures en pierres. Le décor des chapelles latérales de la nef est dû aux frères Duthoit.